# Leslie Howard (pianiste)
Pour les articles homonymes, voir Leslie Howard et Howard.
Leslie Howard, né le 29 avril 1948 à Melbourne (Australie), est un pianiste et un compositeur britannique d'origine australienne.
Il a relevé le défi d'enregistrer l'intégrale des œuvres pour piano seul de Franz Liszt chez la maison Hyperion. Il lui aura fallu quinze ans et quelque 90 CD.
L'intégrale a été rééditée en un seul coffret à l'occasion du bicentenaire de Franz Liszt.